# Natalivka, Ceaplînka
Natalivka (în ucraineană Наталівка) este un sat în comuna Novonatalivka din raionul Ceaplînka, regiunea Herson, Ucraina.

## Demografie
Componența lingvistică a localității Natalivka
     Ucraineană (86,27%)
     Rusă (1,96%)
Conform recensământului din 2001, majoritatea populației localității Natalivka era vorbitoare de ucraineană (86,27%), existând în minoritate și vorbitori de rusă (1,96%).